# Liste der Monuments historiques in Brunstatt-Didenheim
Die Liste der Monuments historiques in Brunstatt-Didenheim führt die Monuments historiques in der französischen Gemeinde Brunstatt-Didenheim auf.

## Liste der Objekte
| Bezeichnung               | Beschreibung                          | Standort                                  | Kennzeichnung | Schutzstatus | Datum | Bild |
| ------------------------- | ------------------------------------- | ----------------------------------------- | ------------- | ------------ | ----- | ---- |
| Skulptur Heiliger Blasius | Lindenholz, farbig gefasst, um 1500   | Brunstatt, in der Kirche Ste-Odile (Lage) | PM68000033    | Classé       | 1982  |      |
| Skulptur Heilige Barbara  | Holz, farbig gefasst, 16. Jahrhundert | Brunstatt, in der Kirche Ste-Odile (Lage) | PM68000035    | Classé       | 1982  |      |
| Skulptur Heiliger Stephan | Lindenholz, farbig gefasst, um 1500   | Brunstatt, in der Kirche Ste-Odile (Lage) | PM68000034    | Classé       | 1982  |      |
| Glocke                    | Bronze, 1544 gegossen                 | Didenheim, in der Kirche St-Gall (Lage)   | PM68000066    | Classé       | 1982  |      |